# Gryllus
Gryllus là một chi dế mèn (Orthoptera, Gryllidae, Gryllinae) thuộc Họ Dế mèn. Các thành viên của chi thường dài 15–31 mm và màu đen tối.
Cho đến giữa năm 1950, các loài trong chi bản địa miền đông Bắc Mỹ đều được gán cho một loài duy nhất, Acheta assimilis Fabricius. Mặc dù sự thay đổi tiếng kêu của các loài thay đổi theo khu vực và các ghi chép lịch sử cuộc sống đã được ghi nhận, không có đặc điểm hình thái có thể được tìm thấy để phân biệt tin cậy các biến thể. Được xây dựng trên các công trình tiên phong của Fulton, Alexander đã sử dụng tiếng kêu của dế cái, lịch sử cuộc đời và lai giữa loài giả định để sửa đổi các nguyên tắc phân loại của gryllines ở miền đông Hoa Kỳ, và đã công nhận năm loài, mặc dù vào thời điểm đó chúng vẫn còn được xếp trong chi Acheta.

## Các loài
Chi này có các loài sau
| - Gryllus abditus Otte & Peck, 1997 - Gryllus abingdoni Otte & Peck, 1997 - Gryllus abnormis Chopard, 1970 - Gryllus alogus Rehn, 1902 – Damp-loving Field Cricket - Gryllus amarensis (Chopard, 1921) - Gryllus ambulator Saussure, 1877 - Gryllus argenteus (Chopard, 1954) - Gryllus argentinus Saussure, 1874 - Gryllus armatus Scudder, 1902 - Gryllus assimilis (Fabricius, 1775) – Jamaican Field Cricket - Gryllus ater Walker, 1869 - Gryllus barretti Rehn, 1901 - Gryllus bellicosus Otte & Cade 1984 - Gryllus bicolor Saussure, 1874 - Gryllus bimaculatus De Geer, 1773 - Gryllus braueri (Karny, 1910) - Gryllus brevecaudatus (Chopard, 1961) – Short-tailed Field Cricket - Gryllus brevicaudus Weissman, Rentz, Alexander & Loher 1980 - Gryllus bryanti Morse, 1905 - Gryllus campestris Linnaeus, 1758 - Gryllus capitatus Saussure, 1874 - Gryllus carvalhoi (Chopard, 1961) - Gryllus cayensis Walker, 2001 – Keys Wood Cricket - Gryllus chaldeus (Uvarov 1922) - Gryllus chappuisi (Chopard, 1938) - Gryllus chichimecus Saussure, 1897 - Gryllus cohni Weissman, Rentz, Alexander & Loher 1980 - Gryllus comptus Walker, 1869 - Gryllus conradti (Bolivar, 1910) - Gryllus darwini Otte & Peck 1997 - Gryllus debilis Walker, 1871 - Gryllus firmus Scudder, 1902 – Sand Field Cricket - Gryllus fultoni (Alexander, 1957) – Southern Wood Cricket - Gryllus fulvipennis Blanchard, 1854 - Gryllus galapageius Scudder, 1893 - Gryllus genovesa Otte & Peck 1997 - Gryllus insularis Scudder, 1876 - Gryllus integer Scudder, 1901 – Western Trilling Cricket - Gryllus isabella Otte & Peck 1997 | - Gryllus jallae Giglio-Tos, 1907 - Gryllus kapushi Otte, 1987 - Gryllus krugeri Otte, Toms & Cade 1988 - Gryllus lineaticeps Stål, 1861 – Variable Field Cricket - Gryllus luctuosus (Bolivar, 1910) - Gryllus madagascarensis Walker, 1869 - Gryllus marchena Otte & Peck 1997 - Gryllus maunus Otte, Toms & Cade 1988 - Gryllus maximus (Uvarov 1952) - Gryllus meruensis Sjöstedt, 1909 - Gryllus miopteryx Saussure, 1877 - Gryllus multipulsator Weissman 2009 – Long-chirp Field Cricket - Gryllus mzimba Otte, 1987 - Gryllus namibius Otte & Cade 1984 - Gryllus nigrohirsutus Alexander, 1991 - Gryllus nyasa Otte & Cade 1984 - Gryllus opacus Chopard, 1927 - Gryllus ovisopis Walker, 1974 – Taciturn Wood Cricket - Gryllus parilis Walker, 1869 - Gryllus pennsylvanicus Burmeister, 1838 – Fall Field Cricket - Gryllus personatus Uhler, 1864 – Badlands Cricket - Gryllus peruviensis Saussure, 1874 - Gryllus pinta Otte & Peck 1997 - Gryllus quadrimaculatus Saussure, 1877 - Gryllus rhinoceros Gorochov, 2001 - Gryllus rixator Otte & Cade 1984 - Gryllus rubens Scudder, 1902 – Eastern Trilling Cricket - Gryllus scudderianus Saussure, 1874 - Gryllus signatus Walker, 1869 - Gryllus spinulosus Johannson, 1763 - Gryllus subpubescens (Chopard, 1934) - Gryllus texensis Cade & Otte 2000 – Texas Trilling Cricket - Gryllus urfaensis Gumussuyu, 1978 - Gryllus veletis (Alexander & Bigelow 1960) – Spring Field Cricket - Gryllus vernalis Blatchley, 1920 – Northern Wood Cricket - Gryllus vicarius Walker, 1869 - Gryllus vocalis Scudder, 1901 – Vocal Field Cricket - Gryllus zaisi Otte, Toms & Cade 1988 - Gryllus zambezi (Saussure, 1877) |

: